# HMS Implacable (1942)
Имплакейбл — (англ. Implacable, Неумолимый) — британский авианосец времён Второй мировой войны. Головной авианосец типа «Имплакейбл», отличавшихся наличием бронированных ангаров и палуб. Новый тип являлся развитием типа «Илластриес». Третий корабль Королевских ВМФ, носивший это название. Принял участие в сражениях Второй Мировой войны на завершающем этапе. Номер вымпела — 86 (с 1948 г. — R86)

## Конструкция

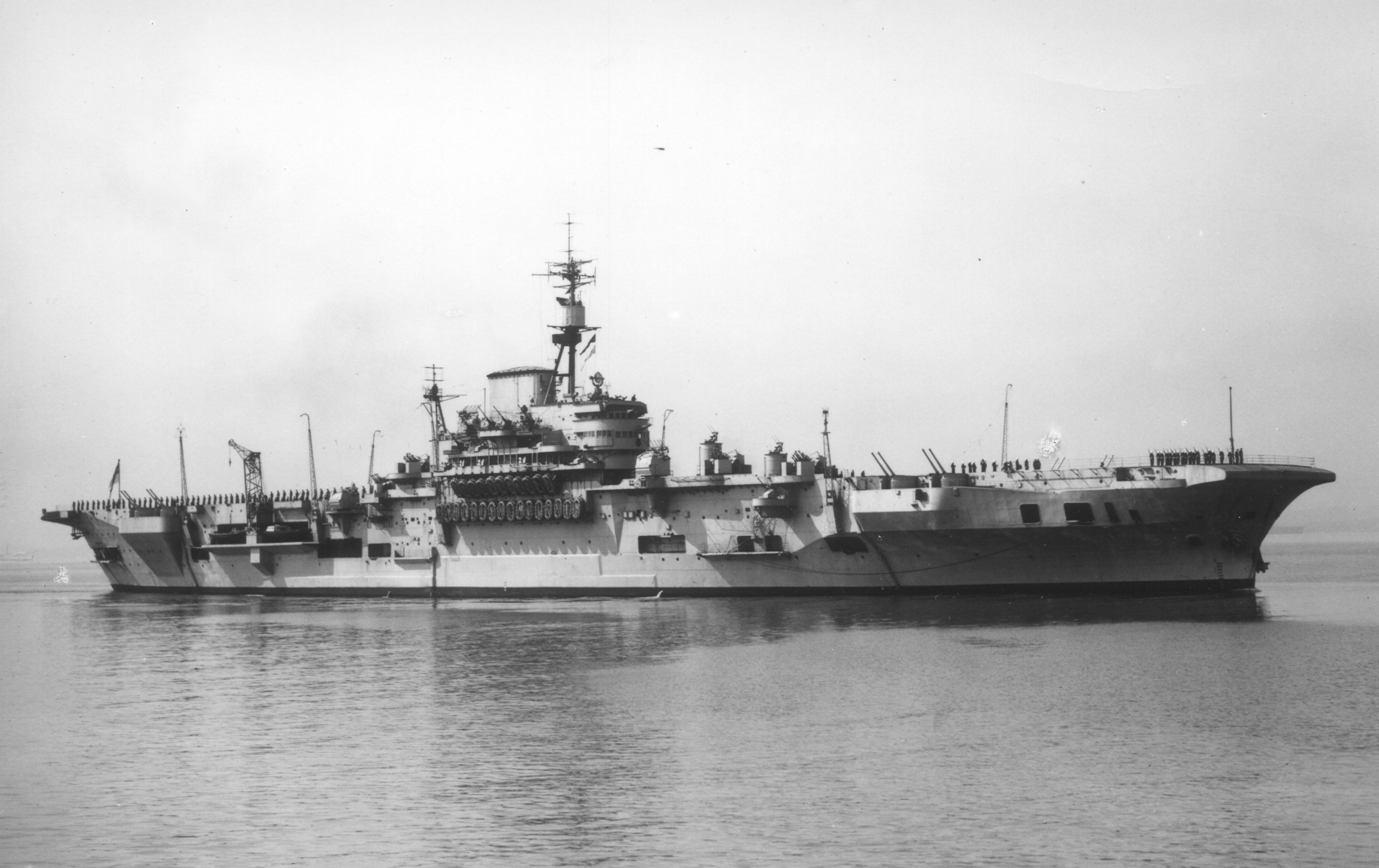
Авианосец «Имплакейбл»

Проектирование и постройка авианосцев типа «Илластриес» стало ответом на усиленное военно-морское строительство развернувшееся в нацистской Германии во второй половине 1930-х гг. По инициативе вице-адмирала Р. Гендерсона — третьего Морского лорда, требования к новым кораблям включали наличие бронированной палубы, способной выдержать попадания авиабомб. Новым авианосцам предстояло действовать в основном Северном и Средиземном морях и основную опасность представляла многочисленная базовая авиация. Прочность конструкции и способность оставаться в строю после поражения бомбами авианосца становилась критически важными. Дополнительными требованиями было наличие сильного зенитного вооружения и усиленной ударной авиагруппы.
Но цена за бронировку палубы и ангаров была очень высока. Имея почти одинаковые размеры с авианосцем «Арк Роял» или зарубежными аналогами (тип «Йорктаун» или тип «Сёкаку») авианосцы типа «Илластриэс» были способны нести и обеспечивать очень небольшую авиагруппу. Уже при постройке «Индомитебла», четвёртого корабля в серии, было принято решение увеличить число самолётов, добавив ниже основного ангара в кормовой части корабля небольшой полуангар на 12 самолётов. Ради этого пришлось несколько уменьшить толщину стен и размеры ангара.
Опыт постройки «Индомитебла» был использован при строительстве кораблей следующего типа. Авианосцы типа «Имплакейбл» получили дополнительные полуангары за счет уменьшения толщины палубы. Бронирование корабля включало броневые палубы толщиной 76 мм, ангары толщиной 38-51 мм и бронепояс по ватерлинии толщиной 114 мм. Помимо этого для увеличения скорости корабли были оснащены новой энергетической установкой, которая позволила увеличить максимальную скорость до 32,5 узлов. В передней части палубы располагалась катапульта для запуска самолётов. Подъём из ангаров осуществлялся при помощи двух лифтов. В итоге, авиагруппа новых авианосцев стала в большей степени соответствовать классу тяжёлых авианосцев

## Вооружение

### Авиация

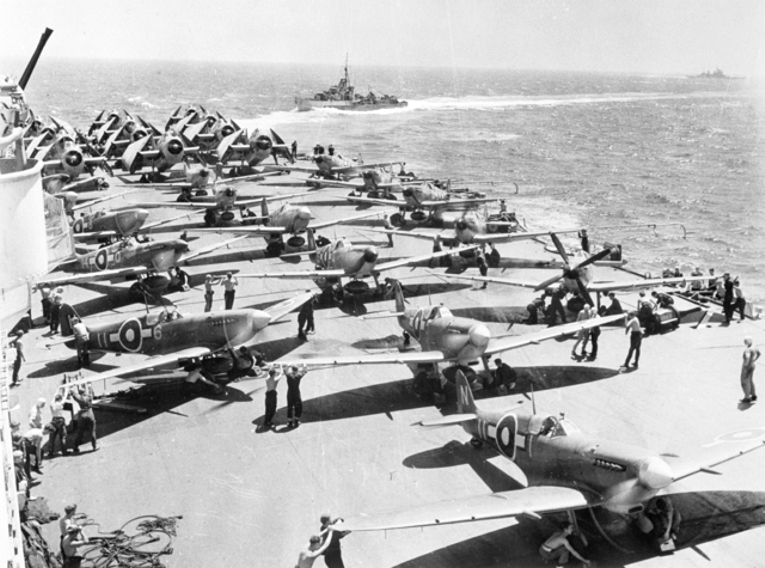
Самолёты «Сифайр» на палубе авианосца «Имплакейбл»

Даже имея расширенные ангары, авианосцы типа «Имплакейбл» несли слишком мало самолётов. Поэтому предпринимались попытки увеличить количество действующих самолётов, используя палубы для их размещения и доводя число самолётов до 81 единицы и выше. Это вызвало трудности в обеспечении их топливом, так как бензохранилища были небольшими. Кроме того, небольшая высота ангаров не позволила разместить на авианосце ряд типов самолётов, в том числе американский Chance Vought F4U Corsair. После войны в них было невозможно разместить вертолёты.
При вводе в строй корабль получил на вооружение две эскадрильи торпедоносцев Fairey Barracuda, дополненные вскоре истребительной эскадрильей Fairey Firefly. В октябре на корабле были размещены две эскадрильи истребителей «Seafire» — палубного варианта знаменитого истребителя «Spitfire». После проведения ремонта в начале 1945 года авиагруппа авианосца состояла из 21 торпедоносца Grumman TBF Avenger и 48 «Seafire». После войны имел на вооружении новые типы самолётов: Hawker «Sea Fury», De Havilland «Sea Hornet», Blackburn «Firebrand». С 1949 года на авианосце базировались реактивные истребители De Havilland «Vampire».
| Характеристики самолётов, входивших в состав авиагруппы авианосца «Имплакейбл» в ходе второй мировой войны | Характеристики самолётов, входивших в состав авиагруппы авианосца «Имплакейбл» в ходе второй мировой войны | Характеристики самолётов, входивших в состав авиагруппы авианосца «Имплакейбл» в ходе второй мировой войны | Характеристики самолётов, входивших в состав авиагруппы авианосца «Имплакейбл» в ходе второй мировой войны | Характеристики самолётов, входивших в состав авиагруппы авианосца «Имплакейбл» в ходе второй мировой войны | Характеристики самолётов, входивших в состав авиагруппы авианосца «Имплакейбл» в ходе второй мировой войны                   | Характеристики самолётов, входивших в состав авиагруппы авианосца «Имплакейбл» в ходе второй мировой войны |
| Тип | Скорость, км/ч                                                                                             | Дальность полёта, км                                                                                       | Вооружение                                                                                                 | Экипаж | Примечание | |
| --- | --- | --- | --- | --- | --- | --- |
| Fairey «Firefly» Mk.II                                                                                     | 621 | 2092 | четыре 20-мм пушки, 16 НУРС, две 457-кг бомбы                                                              | 2 | Истребитель, истребитель-бомбардировщик. 1944 г. 1771 эскадрилья                                                             | |
| Fairey «Barracuda» Mk.II                                                                                   | 386 | 934 | два 7,7-мм пулемёта, 730-кг торпеда или до 730 кг бомб                                                     | 3 | Торпедоносец-бомбардировщик. 1944 г. 828 и 841 эскадрильи                                                                    | |
| Supermarine «Seafire»                                                                                      | 760 | 1515 | четыре 20-мм пушки, до 700 кг бомб                                                                         | 1 | Истребитель, истребитель-бомбардировщик. Палубный вариант истребителя «Spitfire». 1944-45 гг. 801, 880, 887 и 894 эскадрильи | |
| Grumman TBF «Avenger»                                                                                      | 442 | 1610 | три 12,7-мм пулемёта и два 7,62-мм пулемёта, торпеда или 907 кг бомб                                       | 3 | Торпедоносец, бомбардировщик. 1945 гг. 828 эскадрилья                                                                        | |

### Артиллерия
Согласно требованиям адмиралтейства, корабль, по образцу «Илластриес», получил очень мощное для своего времени зенитное вооружение. На авианосце было установлено 16 114-мм зенитных орудий в двухорудийных башнях, размещенных на спонсонах по обе стороны палубы. Помимо этого, на вооружении находилось 3 восьмиствольных установок 40-мм зенитных автоматов «Виккерс» QF-2, известных также как «Пом-Пом». Учитывая слабость истребительной авиации, базировавшейся на корабли, именно на мощную зенитную артиллерию возлагались основные надежды при отражении атак вражеской авиации. Опыт боёв продемонстрировал необходимость увеличения количества зенитных стволов, которое происходило за счет установки дополнительных зенитных автоматов. В конце войны были дополнительно установлены 4 одноорудийных «Бофорса» и 51 20-мм «Эрликон». Наращивание числа стволов малой зенитной артиллерии и, особенно, 40-мм пушек, было связано с возросшей угрозой атак со стороны японских камикадзе. В итоге в конце войны зенитное вооружение авианосца включало 8×2 114-мм орудий, 5×8 и 3×4 40-мм «Виккерс», 4×1 40-мм «Бофорс» и 19×2 и 17×1 20-мм «Эрликон». После окончания войны число стволов артиллерии стало постепенно сокращаться.

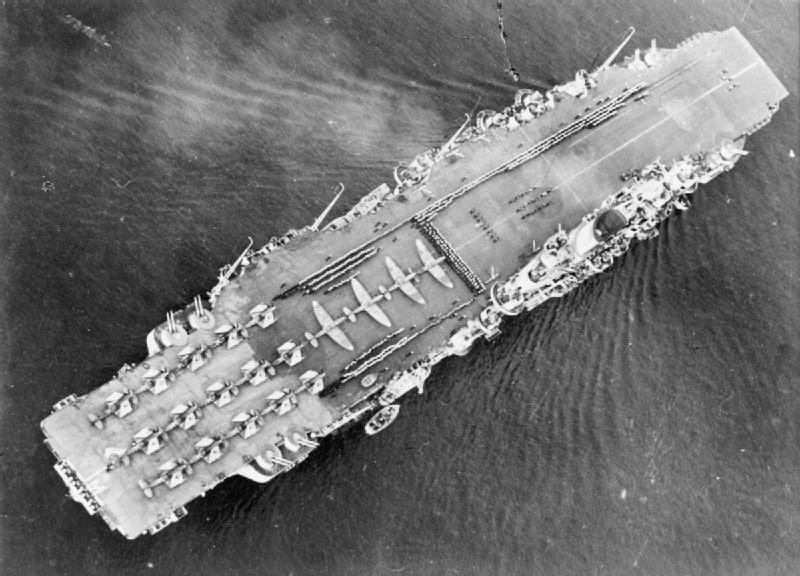
Палуба авианосца «Имплакейбл» в конце войны. Лето 1945 г.

## История службы
Корабль вошёл в строй в конце августа 1944 года и после тренировок, в октябре, был включен в состав Флота Метрополии. 16 октября самолёты «Имплакейбл» приняли участие в первой боевой операции в Северной Норвегии, в ходе которой был обнаружен немецкий линкор «Тирпиц». Однако из-за отсутствия истребительного прикрытия атака корабля произведена не была. После этого был нанесен ряд ударов по береговым объектам Северной Норвегии и кораблям. Всего было потоплено 6 и повреждено 7 торговых судов, а также повреждена немецкая подводная лодка U-1060. В ходе операции авиагруппа потеряла всего 1 самолёт.
В ноябре-декабре авианосец продолжал действовать в районе Северной Норвегии, прикрывая минные постановки и нанося удары по прибрежному судоходству, потопив несколько судов, а также германский тральщик. С декабря 1944 по март 1945 г. находился на ремонте в Росайте. После возвращения в строй вошёл в состав 1-й эскадры Британского Тихоокеанского флота, прибыв в мае 1945 года в Сидней. В июле 1945 года в составе 57 оперативного соединения авианосец принимал участие в атаках наземных целей в районе Токио, произведя около 1000 самолёто-вылетов. Среди прочих кораблей был повреждён японский эскортный авианосец «Кайё». После окончания активных боевых действий корабль вернулся в Сидней. Затем использовался для репатриации австралийских, канадских и голландских военнопленных из Японии.
С лета 1946 года включен в состав Флота Метрополии в качестве учебного корабля, затем с весны 1947 года — опытового корабля. После проведения планового ремонта вновь вошёл в строй как боевой корабль в качестве флагмана Флота Метрополии. Принимал участие во всех крупных учениях. С 1950 года выведен в резерв, затем вновь использовался в качестве учебного корабля, в том числе флагмана Учебной эскадры. В сентябре 1954 года окончательно выведен в резерв, затем продан на слом и разобран в конце 1955 года.

## Боевые награды
Норвегия. 1944 год
Япония. 1945 год